# Contrat à temps partagé aux fins d’employabilité
En France, en droit du travail, un contrat de travail à des fins d'employabilité, aussi appelé CDI aux fins d'employabilité (CDITFE) ou CDI d'employabilité est une forme de contrat de travail.
Ce type de contrat est un contrat à durée indéterminée. Il a été mis en place par la loi du 5 septembre 2018 pour la liberté de choisir son avenir professionnel, pour une période d'expérimentation de trois ans, courant jusqu'au 31 décembre 2021. Cette expérimentation a été pérennisée jusqu'au 31 décembre 2023. dans le cadre de la proposition relative au renforcement de l’inclusion dans l’emploi par l’activité économique et à l’expérimentation Territoires zéro chômeur de longue durée.
Il est destiné à des employeurs entrepreneurs de travail à temps partagé, et à des salariés rencontrant des difficultés particulières d'insertion professionnelle, qui sont inscrites à Pôle emploi depuis au moins six mois, bénéficiaires de minima sociaux, handicapées, ou âgées de plus de cinquante ans ou de niveaux de formation inférieurs au baccalauréat.

## Spécificité du contrat
Il est signé avec une entreprise spécialisée dans le placement de personnel auprès de différentes structures et clients :  les salariés exercent donc soit des temps pleins successivement dans plusieurs entreprises, soit des temps partiels simultanés. Le salarié bénéficie d'avantages propres à ce contrat à travers un financement de ses droits de formation renforcé, sur son compte personnel de formation.

## Intérêt du dispositif
Pour les entreprises bénéficiant du placement du salarié, le dispositif présente des caractéristiques comparables à l'intérim, mais permet également de disposer des personnels concernés pour une durée plus longue.  En salariant des personnels via des groupements d’employeurs, les entreprises peuvent ainsi mutualiser des collaborateurs.
Pour les salariés, souvent concernés de par leur profil, par des carrières hachées et par la précarité, il permet de bénéficier des droits proposés aux salariés insérés durablement en emploi (mutuelle, congés payés, accès au crédit...).

## Expérimentation
En juin 2019, 3000 CDITFE sont signés. Des professionnels du secteur évoquent une perspective de 10 000 contrats à l'horizon 2021. Des acteurs du monde de l'intérim ont décidé de developper ce contrat en France.